# Onthophagus fissiceps
Onthophagus fissiceps là một loài bọ cánh cứng trong họ Bọ hung (Scarabaeidae).